# IndieWire
IndieWire (manchmal stilisiert auch IndieWIRE oder Indiewire) ist eine 1996 gegründete Website der Filmindustrie. Der Schwerpunkt der Website liegt auf Independent-Filmen. 

## Geschichte
IndieWire wurde am 15. Juli 1996 gegründet und war ursprünglich als Online-Forum und Newsletter konzipiert. IndieWire wurde von den in New York und Los Angeles ansässigen Filmemachern und Schriftstellern Eugene Hernandez, Karol Martesko-Fenster, Mark Rabinowitz und Cheri Barner initiiert, damals als kostenlose tägliche E-Mail.
Die Film-Website beschäftigt sich mit Independent-Filmen und bietet neben Nachrichten auch Informationen für die Macher von Independent-Filmen, aber auch Filmkritiken für Kinobesucher.
Im Juli 2008 wurde die Website von Snagfilms übernommen. Seit Januar 2016 ist IndieWire eine Tochtergesellschaft von Penske Media.

## Mitarbeiter
Das Unternehmen beschäftigt etwa 20 Mitarbeiter, darunter der Herausgeber James Israel, die Chefredakteurin Dana Harris-Bridson, die Chefredakteurin Anne Thompson und der Chefkritiker Eric Kohn. Weitere regelmäßig für IndieWire tätige Filmkritiker sind Ben Travers, Boyd van Hoeij, David Ehrlich, Jude Dry, Kate Erbland, Michael Nordine, Neil Young, Steve Greene, Todd McCarthy und Zack Sharf.

## IndieWire Critics Poll
Seit 2006 veröffentlicht IndieWire jährlich eine Umfrage zu Filmen unter Kritikern. Das Ergebnis des IndieWire Critics Polls ist eine Rangliste von 10 Filmen in 15 verschiedenen Kategorien. Hierbei werden neben US-amerikanischen und internationalen Filmen auch die Leistungen von Filmemachern und Schauspielern bewertet. Die Reihenfolge wird durch die Auszählung der Stimmen ermittelt.
Die Ergebnisse der Umfrage werden im Dezember veröffentlicht. Auf den ersten Plätzen des IndieWire Critics Polls fand sich 2019 der Film Parasite von Bong Joon-ho, im Jahr zuvor Roma von Alfonso Cuarón und 2017 Get Out von Jordan Peele. 2020 belegte der spätere Oscar-Gewinner Nomadland von Chloé Zhao den ersten Platz der Umfrage.